# Kallaxön
Kallaxön est une île de l’Archipel de Luleå en Suède,,.

## Présentation
Kallaxön est une île de la partie sud de l'archipel de Luleå. 
L'île est située à 8 kilomètres au sud-ouest du centre-ville de Luleå, à proximité du village de Kallax, près de l'aéroport de Luleå. 
La distance jusqu'au continent est d'environ 300 mètres à l'ouest et d'environ 400 mètres au nord. 
La superficie de Kallaxön est d'environ 350 hectares. 
Le point culminant de l'île est le Strömmingvarpberget, qui culmine à environ 30 mètres d'altitude,.
À Kallaxön, en 2023, il y a trois résidences permanentes et une centaine de maisons de vacances. 
Les bâtiments se trouvent près des plages de toute l’île.
Il n’y a pas de route, seulement quelques chemins plus courts pour les tracteurs. 
La plupart des propriétés possèdent leur propre jetée,.
Le club nautique Båtklubben Neptun dispose d'une installation à Granholmen, dans la partie sud-ouest de l'île. 
Le port dispose d'un nouveau port profond de 40 places et est protégé de tous les vents. 
Au club, il y a un accès à l'eau, un sauna, des espaces barbecue, des toilettes et une cuisine.
L'établissement ouvre fin mai et est ouvert jusqu'à fin septembre.
À l'ancienne mine de feldspath se trouve une autre jetée publique,.
En hiver, une route de glace privée est tracée depuis le port de Kallax jusqu'à Kallaxön et l'île voisine de Bergön. 
La route de glace est généralement ouverte du début février jusqu'en avril,.